# Hercules and the Lost Kingdom
Hercules and the Lost Kingdom (no Brasil, Hércules em Busca do Reino Perdido) é o segundo filme televisivo relacionado a série de fantasia Hercules: The Legendary Journeys.

## Sinopse
Hércules e Deianeira procuram juntos pelo reino de Troia, mas enfrentam muitos perigos na busca, como ser engolido por uma serpente marinha, e quando acham a cidade, são forçados à lutar para tirar o controle da cidade de malvados seguidores de Hera.

## Elenco
- Kevin Sorbo (Hércules)
- Renee O'Connor (Deianeira)
- Robert Trebor (Waylin)
- Anthony Quinn (Zeus)
- Eric Close (Telamon)
- Elizabeth Hawthorne (Omphale)
- Nathaniel Lees (Blue)
- Barry Hill (Ilus)
- Gilbert Goldie (Nevus)